# Nationale Bank van Bulgarije
De Nationale Bank van Bulgarije (Bulgaars: Българска народна банка; Balgarska narodna banka) is de centrale bank van Bulgarije.
Deze bank is op 25 januari 1879 opgericht en behoort sinds 2007 tot het Europees Stelsel van Centrale Banken, maar ligt buiten de Eurozone.